# 伊斯兰书法

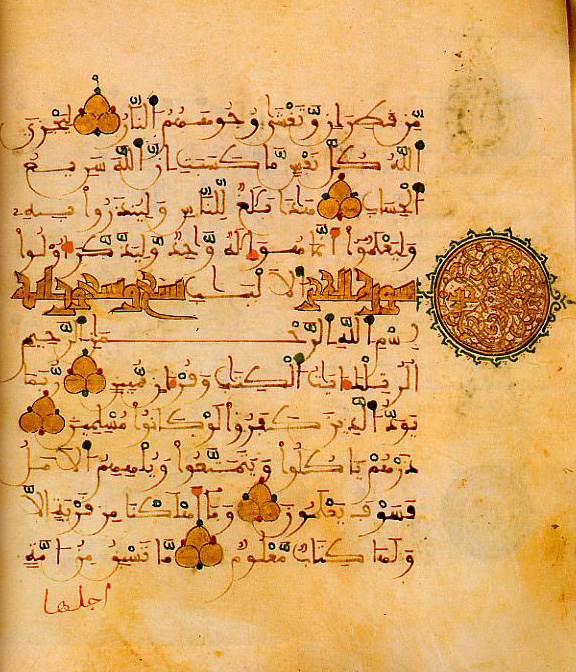
12世纪安达卢斯字体的《古兰经》

伊斯蘭書法，是一种以阿拉伯字母为中心而創造的书法類型，它主要流传于伊斯兰教广泛传播的穆斯林世界中，在形形色色的伊斯兰艺术中出現的頻率非常之高。伊斯兰书法包括阿拉伯、波斯、乌尔都和奥斯曼土耳其等类型，上述语言的书法创作均属于伊斯兰书法范畴，其范围大于阿拉伯书法。
將伊斯兰书法單個提出的話，能独立構成一件飽滿的艺术品，常见于清真寺的顶部、企事业牌匾、书籍标题和影视广告上；將阿拉伯文的書法作為裝飾的話，會成為阿拉伯式花纹中的一環，常見於清真寺的墻壁、地毯、瓷磚、衣物器皿、書籍的美化字體以及兒童用品上。
因為伊斯兰教嚴格禁止偶像崇拜，在穆斯林信仰的教義中認為一切有形的事物都会湮灭，所以真主也不會以具体的畫像、彫像来展示。此時，純粹的“文字”就成為了一種極其便利媒介，直接用文字寫出，或者利用文字的外形模擬出現實中的物體是屬於“抽象型”的藝術，可以完全迴避掉偶像崇拜對創作的限制。因此阿拉伯文的书法就成为了穆斯林藝術家們自由創作的重要渠道，他們在書法中可以盡情的表達对真主的讚美、對美學的熱忱以及對靈感的尊重，阿拉伯書法承載了如此多的期望，這讓今日所用之伊斯兰字体發展出數百種形式，新人藝術家可以自由的選取和開發屬於自己的風格。实际上，在《古兰经》本身中也有一百多处提及书法，书法在經典中已經被寫明了其宗教性和神圣性，这解釋了為何伊斯兰书法多以《古兰经》中的經文為主要書寫對象。

## 历史

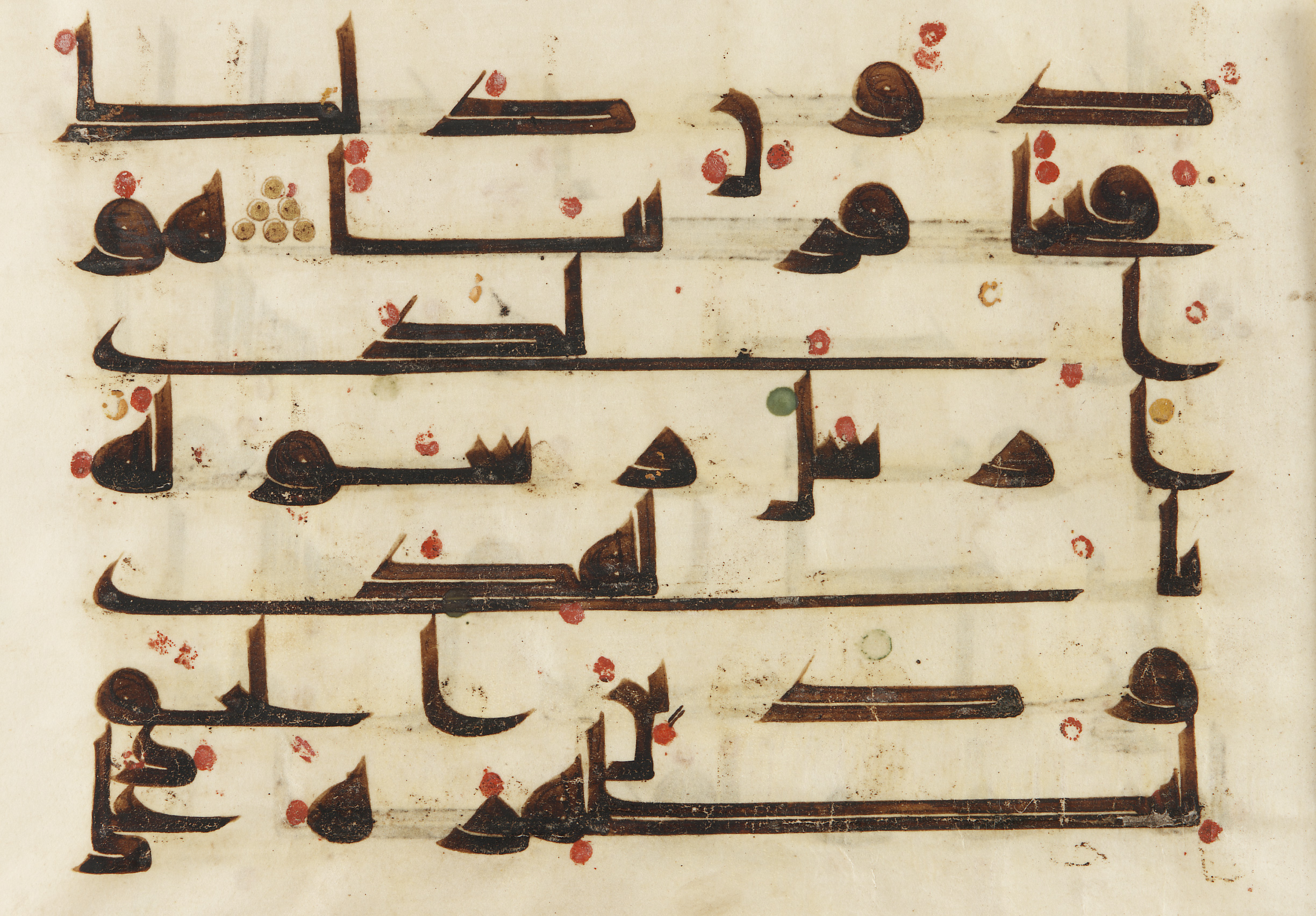
8世纪的有装饰型庫法體《古兰经》

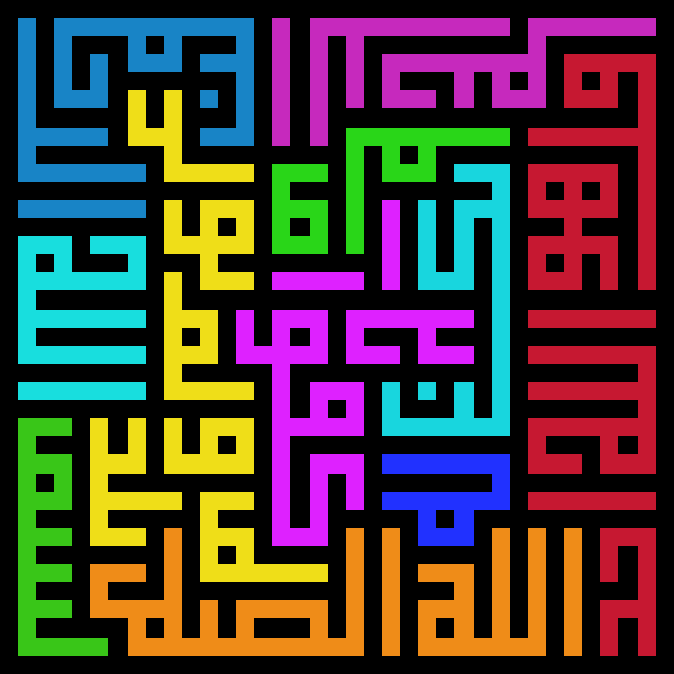
现代创作的库法体伊斯兰书法

伊斯兰书法历史与阿拉伯文以及伊斯兰教历史密切相关，而阿拉伯文则起源于手抄本的《古兰经》。
远古时阿拉伯半岛的各个部落有诸多不同的语言，4世纪初叶，随着交流的加深，各部族阿拉伯人在各种不同方言的基础上，采用纳巴泰字母来逐渐改进自己的字体。而诗人们将自己用艺术手法书写的诗歌（如《悬诗》）带到集市进行宣售，推动了书法的发展。
公元6世纪之前，《古兰经》都是由朗诵家所诵读的，甚至先知穆罕默德去世时都未成书。直至公元650年左右，伊斯兰教第三任哈里發奥斯曼·本·阿凡才统一了世界各地的《古兰经》，并用统一的古莱什族文字写成，这部圣典才从口耳相传走向了书面记载。在公元7世纪，在伊斯兰教的广泛传播以及哈里发国家的扩张作用下，古莱什族的文字逐渐占据了西亚各语言的主导地位，并最终演变成了如今的阿拉伯文。进入倭马亚王朝（公元661-750年）之后，因阿拉伯帝国国力昌盛，我们已经可以看到用于抄写《古兰经》的各式各样伊斯兰书法，艺术中心也随着政治中心迁移到了叙利亚。在阿拔斯王朝（公元750-1258年），随着中国造纸术的传入，伊斯兰书法进入繁荣时期，并产生了后世所称的“书坛三杰”：伊本·穆格莱、伊本·巴瓦卜和雅古特·穆斯泰阿绥米。在北非的法蒂玛王朝为了与阿拔斯王朝抗衡，也积极在埃及发展艺术创作。
奥斯曼帝国兴起后，塞利姆一世将大批书法家请入土耳其。这一时期有一个说法，《古兰经》成在阿拉伯，吟诵在埃及，书写在伊斯坦布尔。12世纪的波斯诗人、政治家图格拉擅长优美的字体，他首创性的将文书颁布者的姓名封号等组合成为图案，即所谓的花押体。这大大地引起了土耳其人的兴趣，而奥斯曼帝国对书法艺术颇为重视的态度，也使得伊斯蘭书法在土耳其得到了很大的改进和昇华。实际上也有人提出，伊斯兰书法艺术的大规模兴起，正是在伊斯兰教向小亚细亚和中亚地区传播时出现的。
近现代及当代伊斯兰书法，则集中在土耳其、埃及和伊拉克三国，代表人物有土耳其的哈米德·阿梅迪、埃及的赛义德·易卜拉欣和伊拉克的哈希姆·穆罕默德。1986年举行的首届国际阿拉伯书法大赛，除沙特阿拉伯和叙利亚各获得一银一铜外，其余所有奖牌均被土耳其书法家囊括。

## 特点

奥斯曼帝国蘇丹马哈茂德二世的签名动画，上书“馬哈茂德可汗，阿卜杜勒-哈米德之子，永远胜利”，原文：
محمود خان بن عبدالحميد مظفر دائماً

阿拉伯字母共有28个字母，由其所构成的各类语言文字全部为拼音文字，具体可分为辅音音素文字（如阿拉伯文）与全音素文字（如维吾尔文）两大类。由于字母位于单词中的位置（首中尾）或单独出现可以决定其不同形式，这使得文字的表现力本身即相比其他拼音文字较强。字体变换的多样和随意性，也就使伊斯兰书法更具平面装饰效果。根据阿拉伯字母构型的特点，伊斯兰书法多将文字组合为幾何形圖案，或者表现出枝叶、花朵或藤蔓的意境，也有将字母组合成为图像（包括汉字）的微写书法。
在伊斯兰教传播的初期，书法家们主要将文字书写在羊皮、树皮和布料之上。由于这些材料粗糙和吸水力差的特性，使得伊斯兰书法演变为一种注重结构繁复，然较少采用流畅笔划的独特书法形式。 
书法的书写顺序可以同常规顺序一样从右到左，也可以由下向上直线上升，或是由上向下地曲线下降。字的组合、排列及整体选型是最为重要的。字与字母之间的关系可疏可密，字母可长可短。而在字体的使用上，则不仅仅取决于书法家的个人能力，更重要的是取决于书写作品的用途。常见的字体有工整的库法体，随意的三一体、誊抄体，以及里卡体、波斯体，签署体，公文体等等。以艺术眼光来鉴赏的话，主要从用笔、结字、章法和图案花饰四个方面进行体验和研究。

### 几何风格

采用微写书法创作的鸟

汉志体（خط حجازي），也称马以尔体（ma'il），是最早的伊斯兰字体之一，在公元7世纪至8世纪出现在阿拉伯汉志地区，现存最早的《古兰经》以及石刻上可以发现这种字体的作品。
伊斯兰书法中很重要的一种字体即是库法体，其特点是形状整齐。主要分为在字里行间添加花叶等装饰的有饰型、简洁明了的无饰型和横平竖直的几何型。早期的古兰经均是用库法体抄写而成的，这一习惯一直延续至数百年后的阿拔斯王朝。

### 行草风格
最早的行草风格的书法字体约出现于公元10世纪，由巴格达人伊本·穆格莱发明。由于书写的便捷，这种字体风格很快便推广开来，并取代了原几何风格的地位。目前几何风格字体一般仅作为艺术品而呈现。行草风格主要分为六大种字体，俗称“六种笔法”。不过也有人将“库法体”列入统一的六大字体，具体字体分类有一些争议。
常见字体如下表：
| 名称              | 描述 | 样文 |
| ----------------- | --- | ---- |
| 库法体 （）       | 目前多用于装饰。该字体最早可见于耶路撒冷的圆顶清真寺上。 |      |
| 誊抄体 （）       | 音译“纳斯赫体”，书写相对流畅，因便捷而应用最为普遍，多用于誊抄文字而得名。                                                                                                 |      |
| 学者体 （）       | 伊本·巴瓦卜始创，风格大气磅礴，较为少见，现仅存部分太斯米作品。伊儿汗国和埃及16世纪的马木留克王朝时期较为盛行。                                                            |      |
| 雷哈尼体 （）     | 学者体的缩小版。 |      |
| 三一体 （）       | 音译“苏卢斯体”或“苏勒斯体”，字母圆滑而字形规整秀逸，土耳其奥斯曼帝国时期尤其流行。沙特阿拉伯国旗上的清真言即是用三一体写成。                                               |      |
| 塔乌奇体 （）     | 一种较大的字体，阿拔斯王朝哈里发签署公文所用。 |      |
| 里卡体（）        | 奥斯曼时期帝国内最常见的行书字体。塔乌奇体的小巧版本，书写自然便于连笔，日常使用普遍。18世纪出现于马什里克地区。                                                           |      |
| 公文体 （）       | 音译“迪瓦尼体”，也称“宫廷体”。15世纪形成于奥斯曼帝国，是土耳其奥斯曼时期公文的标准字体。苏莱曼一世极盛。目前伊斯兰国家公文仍使用此字体。                                   |      |
| 泰阿利格体 （）   | 由公文体发展出来的一种波斯变体。 |      |
| 波斯体 （）       | 音译“纳斯·泰阿利格”体，为誊抄体（纳斯赫体）与泰阿利格体结合而来的字体。米尔·阿里·大不里士始创于公元14—15世纪，在伊朗以及阿富汗、巴基斯坦等大伊朗地区以及南亚影响较为广泛。 |      |
|                   | 波斯地区的一种书用字体。 |      |
| 马格里布体 （）   | 公元10世纪在马格里布和安达卢斯地区的一种书用字体。 |      |
| 迪瓦尼·加利体（） | 意为“宫廷凸体”。由泰阿利格体的基础上加上更多装饰的字体，字母之间的空隙用圆点填充。由土耳其人舍赫兰·帕夏发明。                                                              |      |

## 书写

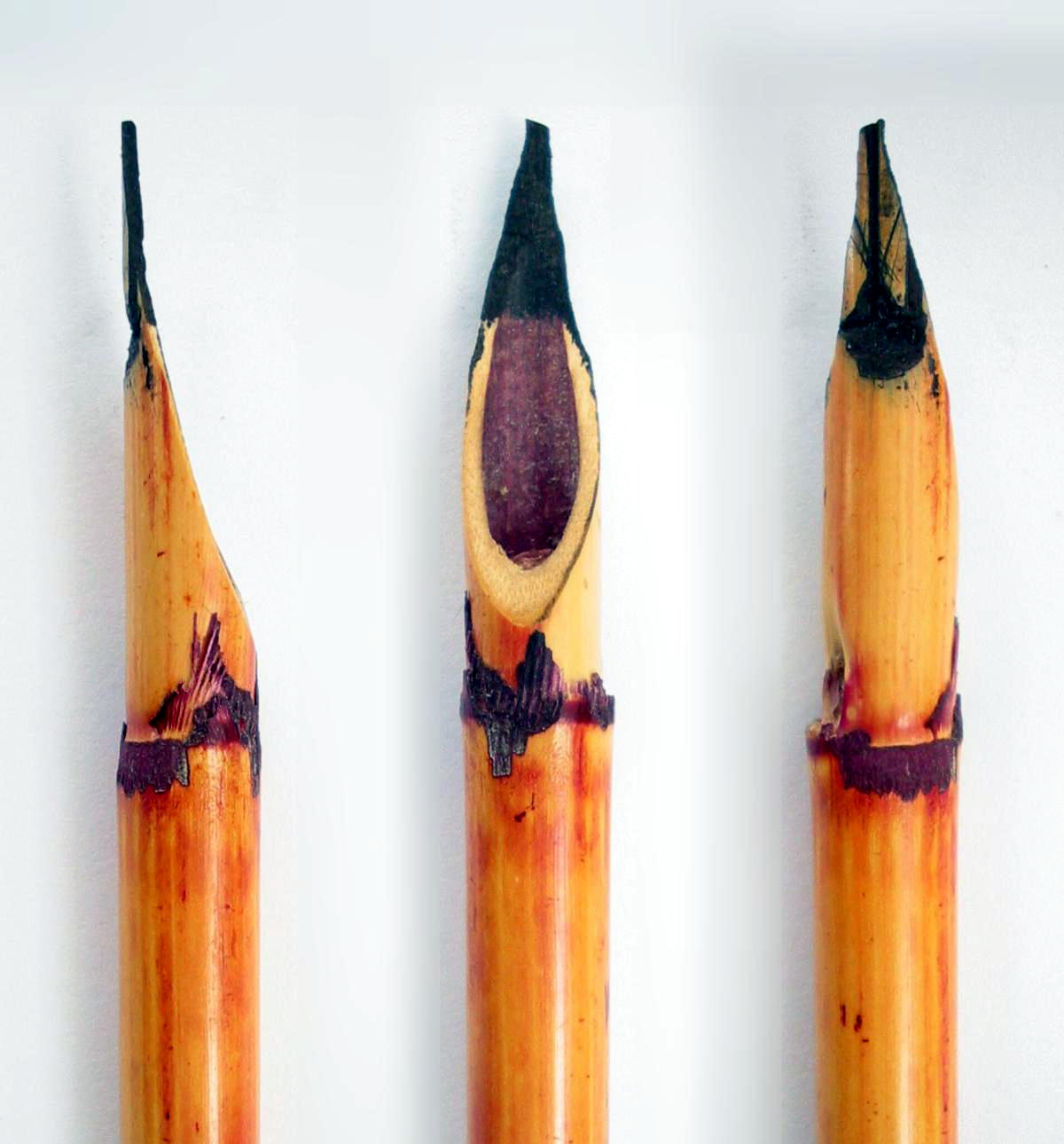
芦苇笔或竹笔

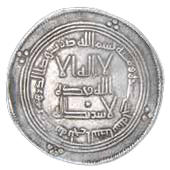
倭马亚王朝时期公元730年，巴尔赫铸造的一枚迪尔汗银币

伊斯兰书法有别于西方书法和东亚书法，有自己独特的一套书写工具。由于伊斯兰书法创作多与宗教相关，故部分作品要求严格，需使用直尺、圆规等绘图工具将字母的走向标准化。

### 笔
伊斯兰书法使用的蘸水笔称为“盖兰”（或称“卡兰”），在中东地区主要由空心的芦苇所制成，在东亚也有用竹子制造的盖兰。具体做法即是将芦苇管斜切开形成笔尖，待墨汁浸润后书写。近代的部分阿拉伯人则用金属或硬质尼龙等新型材料制做书法笔。

### 墨
伊斯兰书法所用墨汁的制法有着悠久的历史，其配料与制作工艺也是多种多样的。其中主要有阿拉伯烟墨、库法墨、波斯墨、桑葚墨汁等。书写时多用黑色、棕色等深色墨汁，红黄白蓝金银等色偶尔也会见到，多为辅助装饰。

### 媒介
纸张在阿拉伯地区出现之前，伊斯兰书法主要创作在羊皮、树皮等媒介上。或者通过建筑、石刻、硬币等这些雕塑类艺术形式所表现。目前书法所选用的纸张材质多用光滑而耐水的道林纸或者水彩纸。

## 分布与影响

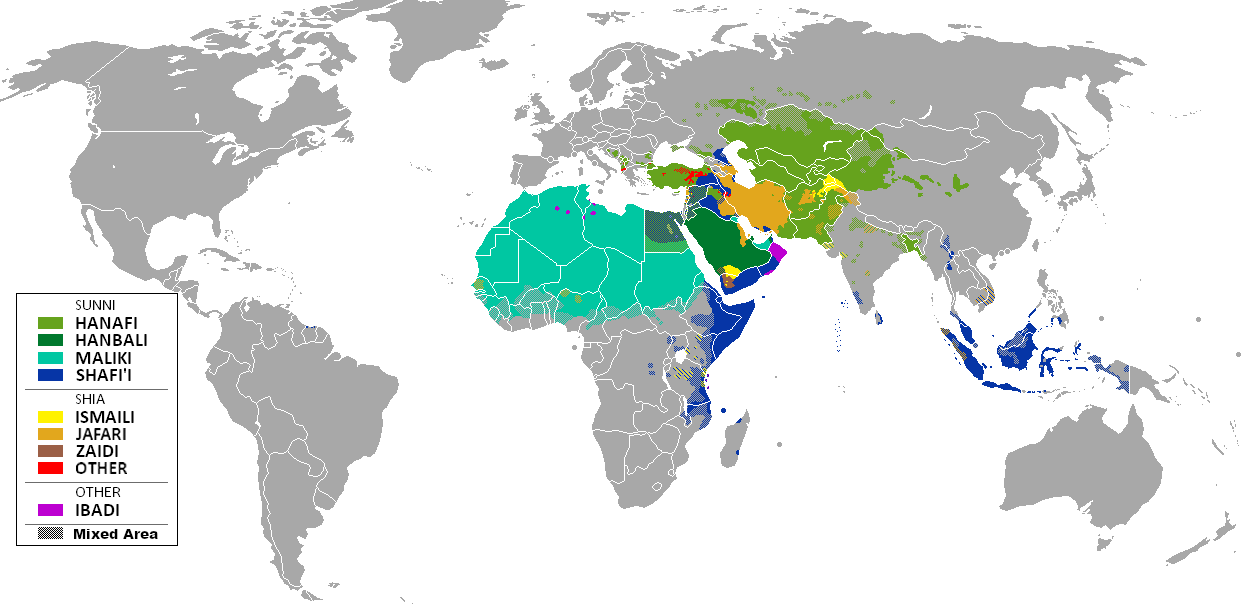
全球伊斯兰教派分布图

伊斯兰书法分布广泛，从以阿拉伯语为母语并为其发源地的北非、中东地区，到深受伊斯兰文化影响的印度、孟加拉国、巴基斯坦、中亚各国、印度尼西亚、俄罗斯南方的鞑靼斯坦、车臣共和国等，以及中国西北的新疆、甘肃、宁夏等诸多穆斯林地区都可以见到各式各样的伊斯兰书法。在穆斯林聚集区内，大多数清真寺以及伊斯兰学校均会教授伊斯兰文化、文学以及衍生的书法艺术。下述单列的是非伊斯兰国家的伊斯兰书法特点。

### 中国

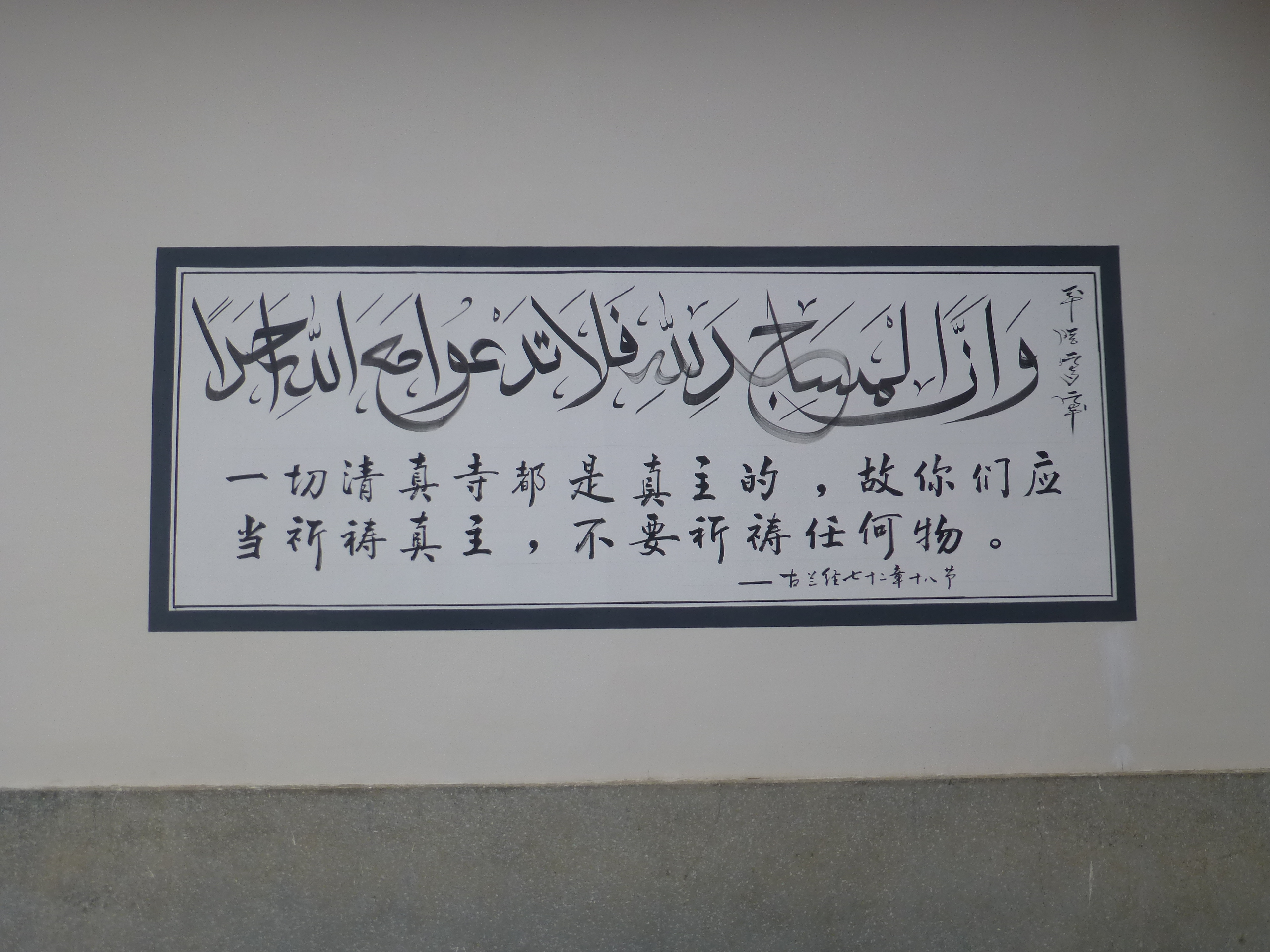
云南省玉溪市通海县河西镇大回村清真寺内的汉文、阿文书法

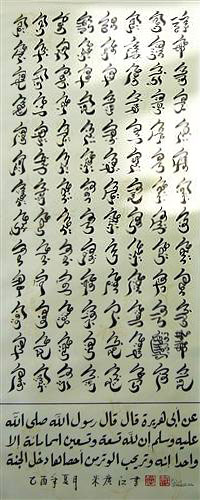
汉字式的伊斯兰书法之真主的九十九個尊名
落款处的“乙酉年 米廣江 書”清晰可见

伊斯兰教传入中国1300余年，中国的穆斯林在吸收中华文化的同时，也在积极地传承着伊斯兰文化，尤其是伊斯兰书法。伊斯兰书法也是中国与伊斯兰世界沟通的一个重要纽带。
中国西北的部分民族使用的语言文字是基于阿拉伯字母的，如维吾尔文和哈萨克文。他们所创作的伊斯兰书法形式与中东地区的阿拉伯文书法基本相通。
全国散居的回族书写所使用的阿拉伯文，在进行书法创作时有着自己独特的艺术风格。由于长期与汉族混居，回族所写的书法除保留原伊斯兰书法的部分特点外，还借鉴了汉字书法“行草楷隶篆”的部分特色，这种阿拉伯字体称为“中国”。这样的整体书法作品，回族通常称为“经字画”。
回族除了保留原伊斯兰书法用阿拉伯字母做画的传统，还用字母组合创作出如“忠”、“孝”、“节”、“义”等汉字的形体。为能表现出同汉字书法近似的浓淡不一，飞白相间等艺术特点，中国伊斯兰书法采用了草茎笔、麻杆笔，甚至传统的中国毛笔来配以中国墨汁进行创作。目前中国最为著名的书法家为哈吉·努伦丁·米广江先生。

### 欧洲

#### 伊比利亚半岛
公元7世纪至12世纪时期，伊比利亚半岛置于穆斯林的统治下，称为安达卢斯。此时大量古兰经被传抄，而如阿尔罕布拉宫等伊斯兰建筑的新建中也涉及了诸多伊斯兰书法的运用。

#### 俄罗斯
俄罗斯帝国时期，沙皇曾有仿奥斯曼苏丹而创作的花押。当代艺术家弗拉基米尔·波波夫将俄罗斯传统的绘画艺术与伊斯兰书法相结合，创作出了一种全新的“俄式书法艺术”。他的作品已被许多博物馆作为艺术珍品收藏。

## 应用
伊斯兰书法作为一种文字的表现形式应用广泛，于各类艺术品以及日常用品均为常见。2009年阿联酋迪拜成立了世界首家伊斯兰书法中心，意图推动现代伊斯兰书法艺术的发展。

### 建筑

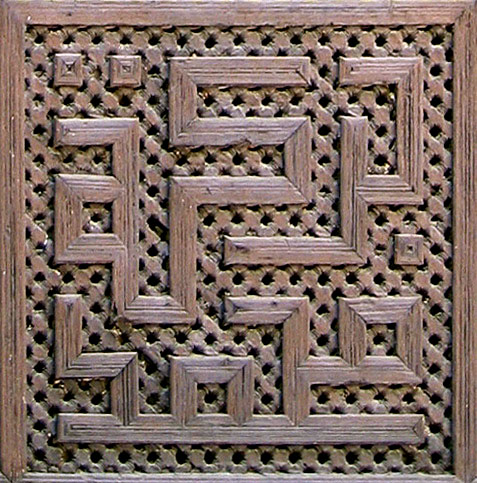
摩洛哥梅克内斯布·伊那尼亚伊斯兰学校的装饰，上书 ，天佑穆罕默德

伊斯兰书法在清真寺等伊斯兰建筑很多见，主要摘录《古兰经》以及《圣训》的经文，并伴随着阿拉伯式花纹作为华丽的装饰。伊斯兰书法可以依照建筑的本身特性，而以复杂多样的表现手段组合成圆形、半圆形、长方形、菱形等任意几何形状，在整体上与装饰华丽的花卉植物纹样、几何装饰纹样浑然一体。具体的装饰技法则包括石膏、木料、黄砖等材料的浮雕、透雕，以及彩绘、拼贴、镶嵌等。

### 其他艺术品
伊斯兰书法的其他艺术品则多见于纺织或刺绣而成，悬挂于房屋墙壁上作为装饰品的壁毯上，在中国，也有写在纸上并装裱起来作为中堂、对联等的书法作品。硬币也是一个重要的表现媒介，古代的第纳尔金币上多写有引自经典的语句。在陶瓷技术传入阿拉伯地区后，伊斯兰书法还常常配合陶瓷制品以在盘杯盏壶等处出现:156。

## 作家与作品

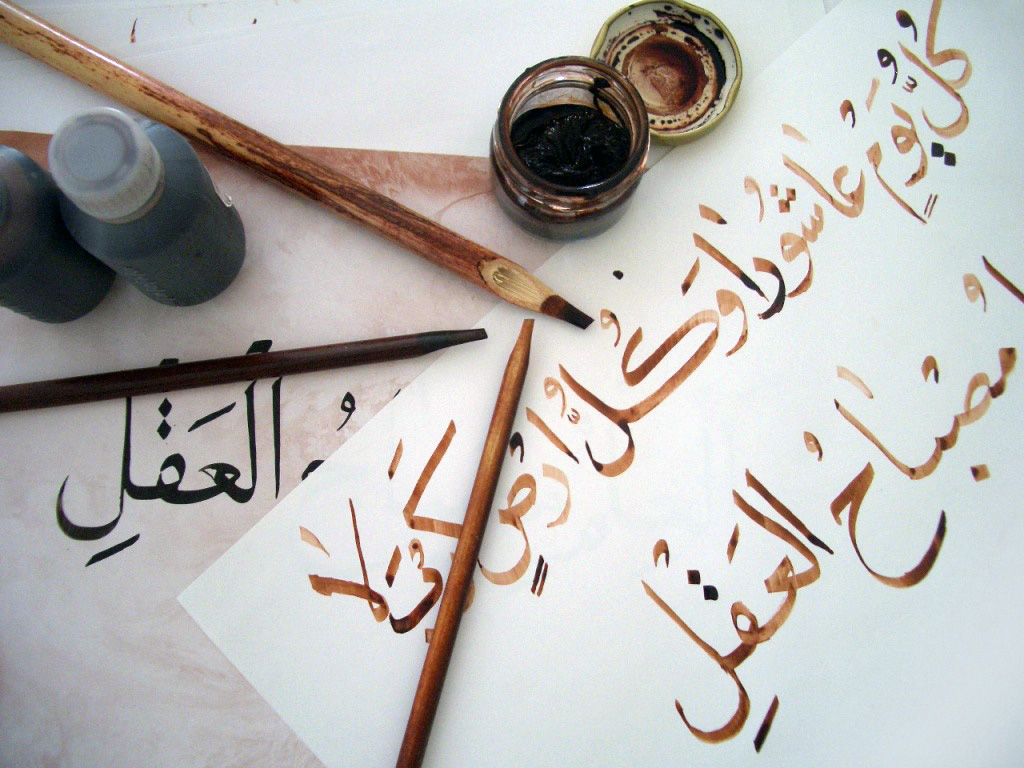
伊斯兰书法所需的工具

由于伊斯兰教禁止偶像崇拜的特性，在伊斯兰世界中书法家的社会地位很高。书法家除了抄写书籍之外，也从事起草文件，设计艺术字来装饰建筑等等工作。

### 书坛三杰
阿拔斯王朝的书坛三杰，为伊斯兰书法的发展与繁荣作出了巨大的贡献。
- 伊本·穆格莱（也译伊本·穆吉拉，886－949），誊抄体的创始人
- 伊本·巴瓦卜（？－1022），学者体的创始人
- 雅古特·穆斯泰阿绥米（？－1298）[39]

### 近现代书法家
- 奥斯曼帝国苏丹，以华丽的签署花押而著名
- 哈米德·阿梅迪
- 赛义德·易卜拉欣
- 哈希姆·穆罕默德
- 米廣江，擅长汉字式的伊斯兰书法
- 陈进惠
- 弗拉基米尔·波波夫，俄罗斯式伊斯兰书法的创造者

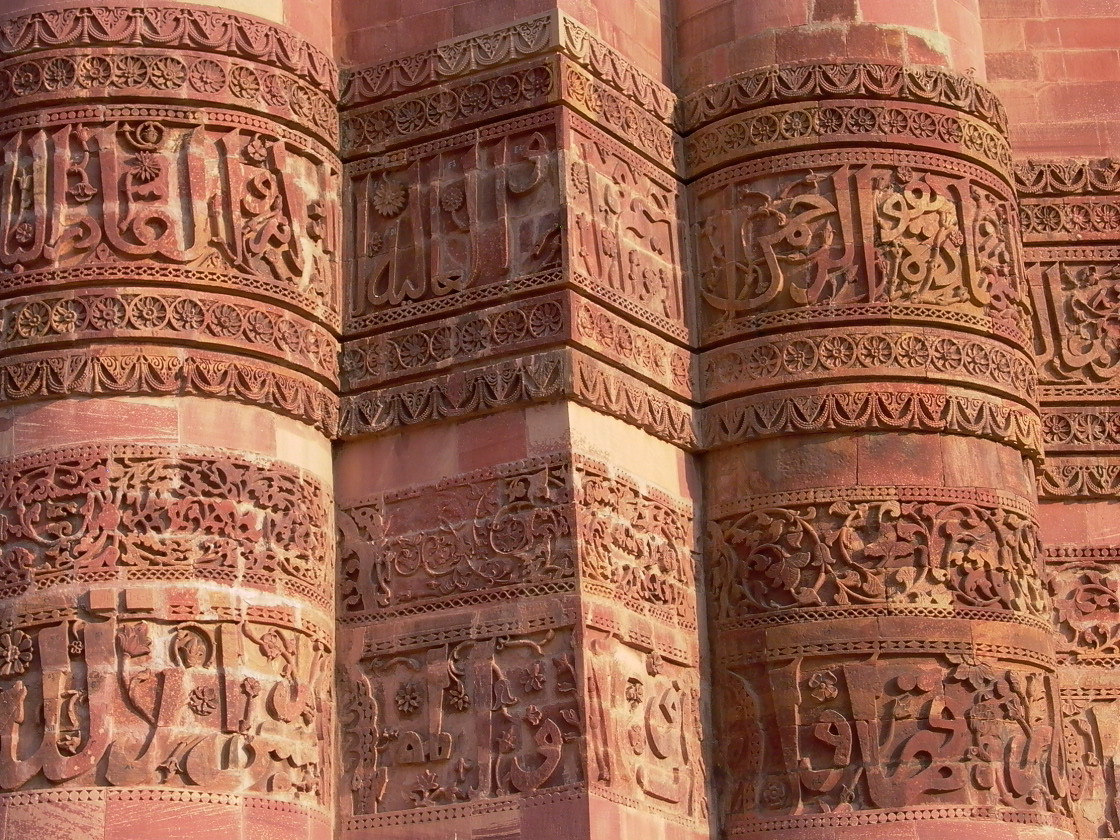
印度德里顾特卜塔上的篆刻，公元1192年
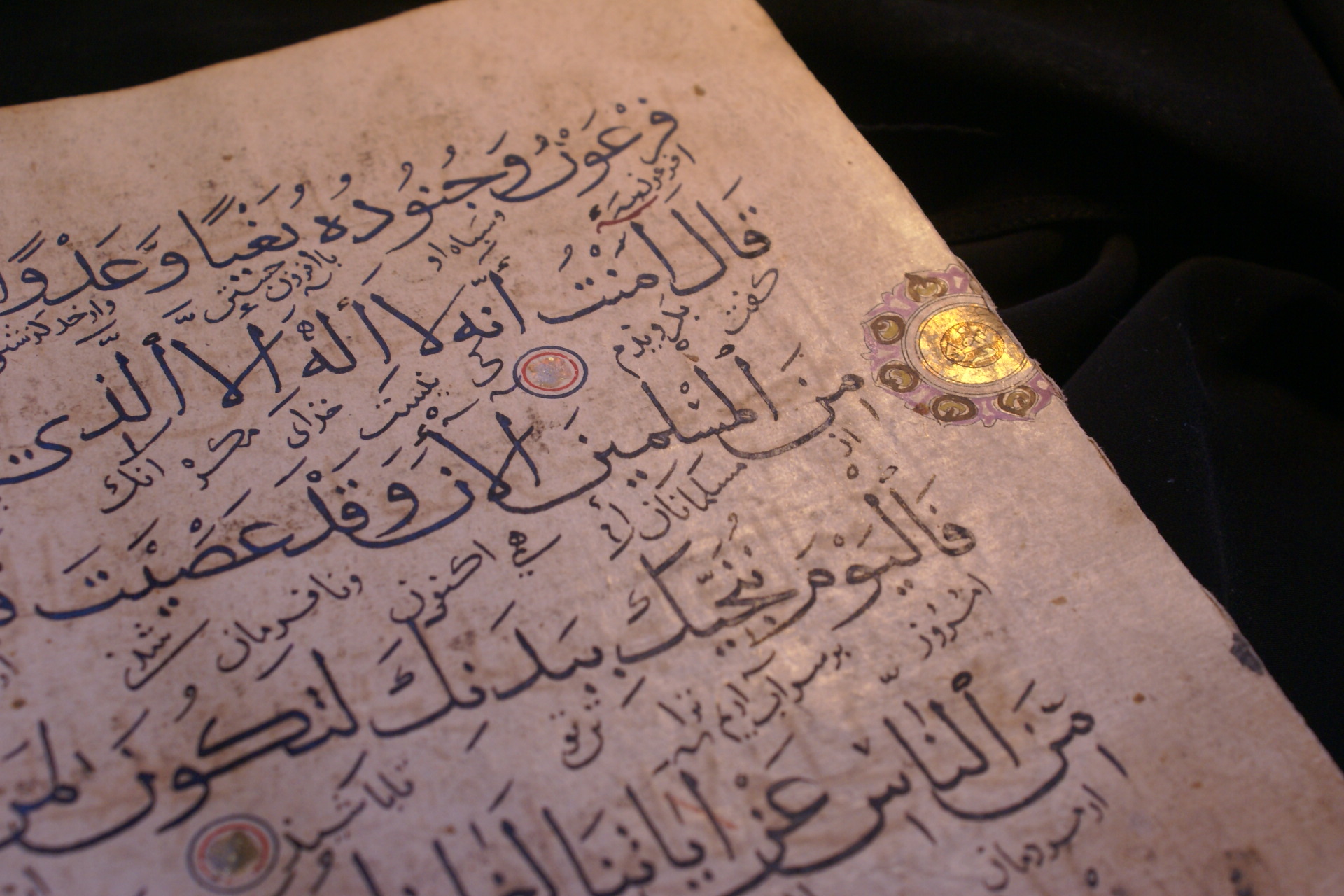
一页伊兒汗國的古兰经，13世纪
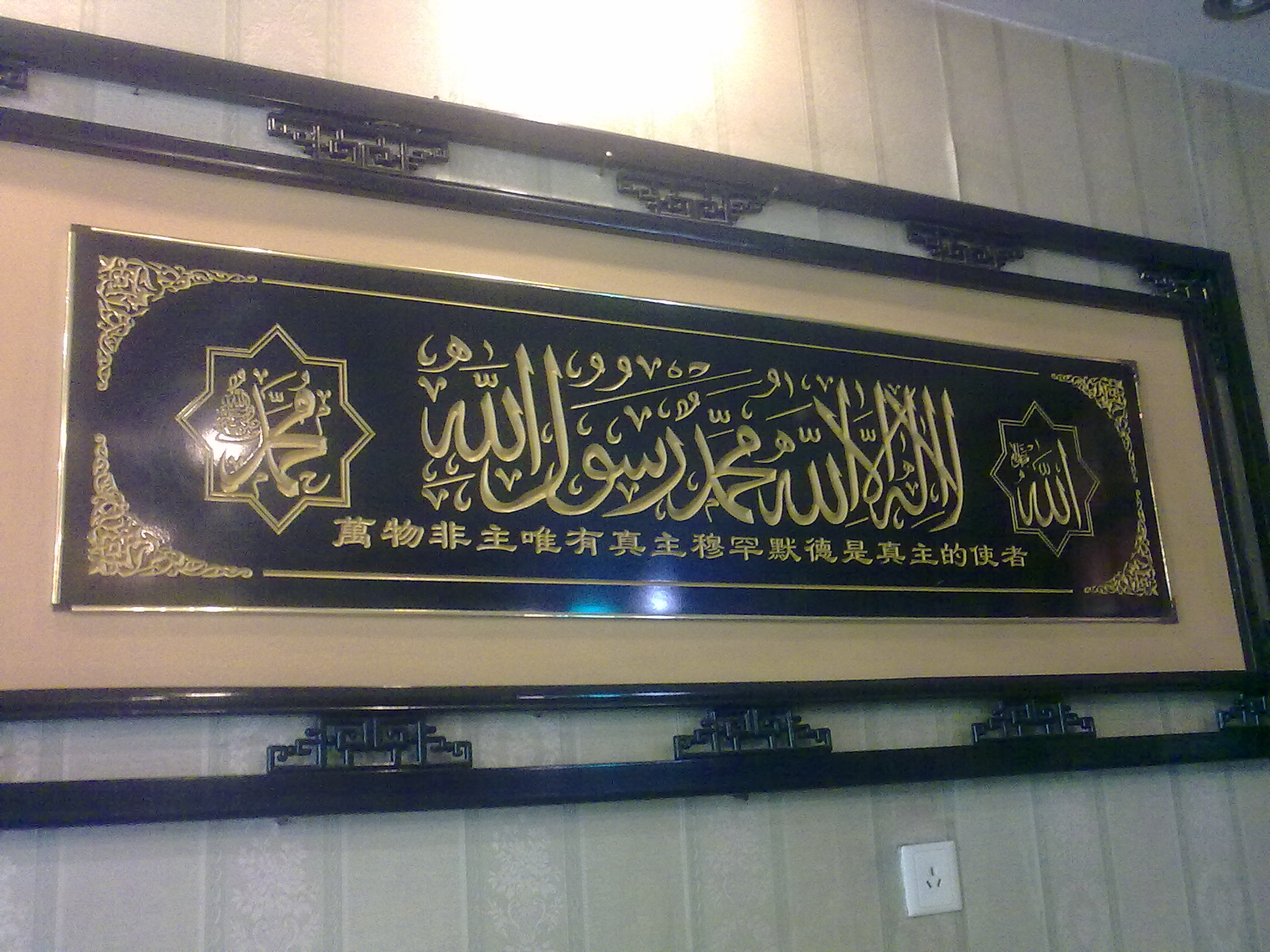
北京一家清真餐厅内的清真言书法
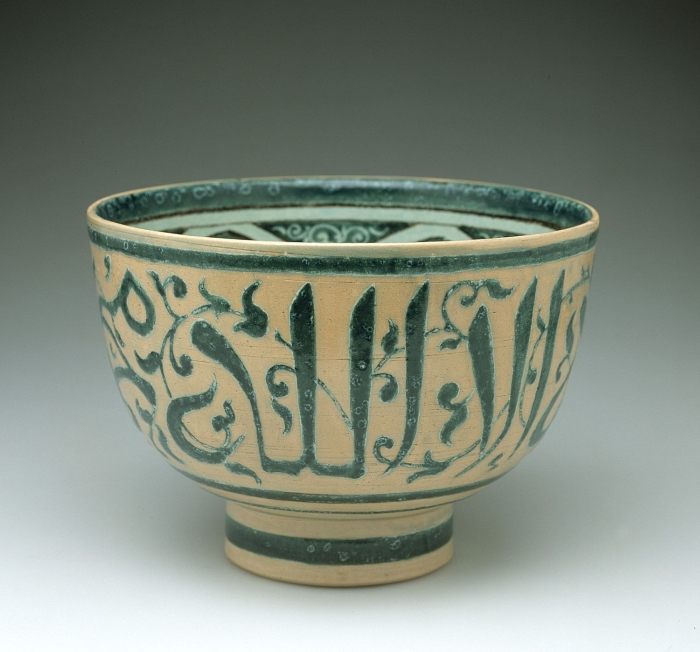
摩洛哥一个饰有清真言的碗
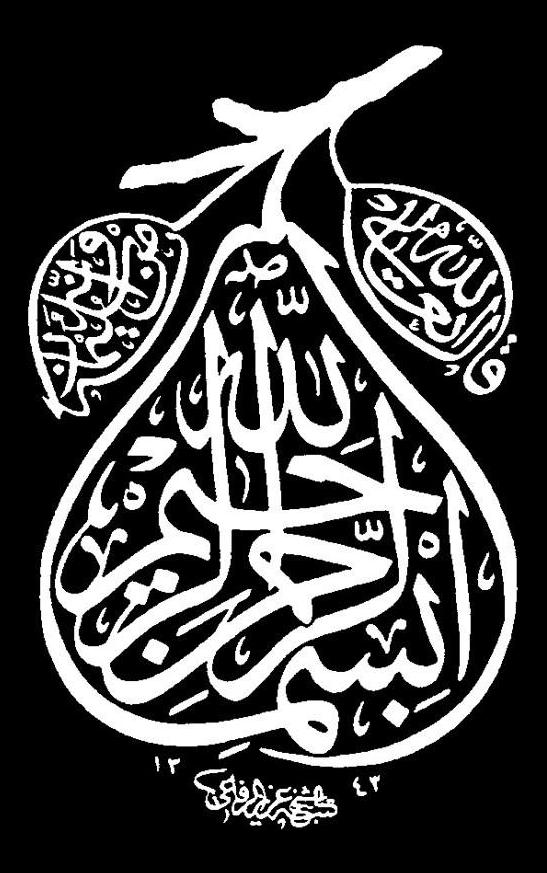
太斯米书法
太斯米
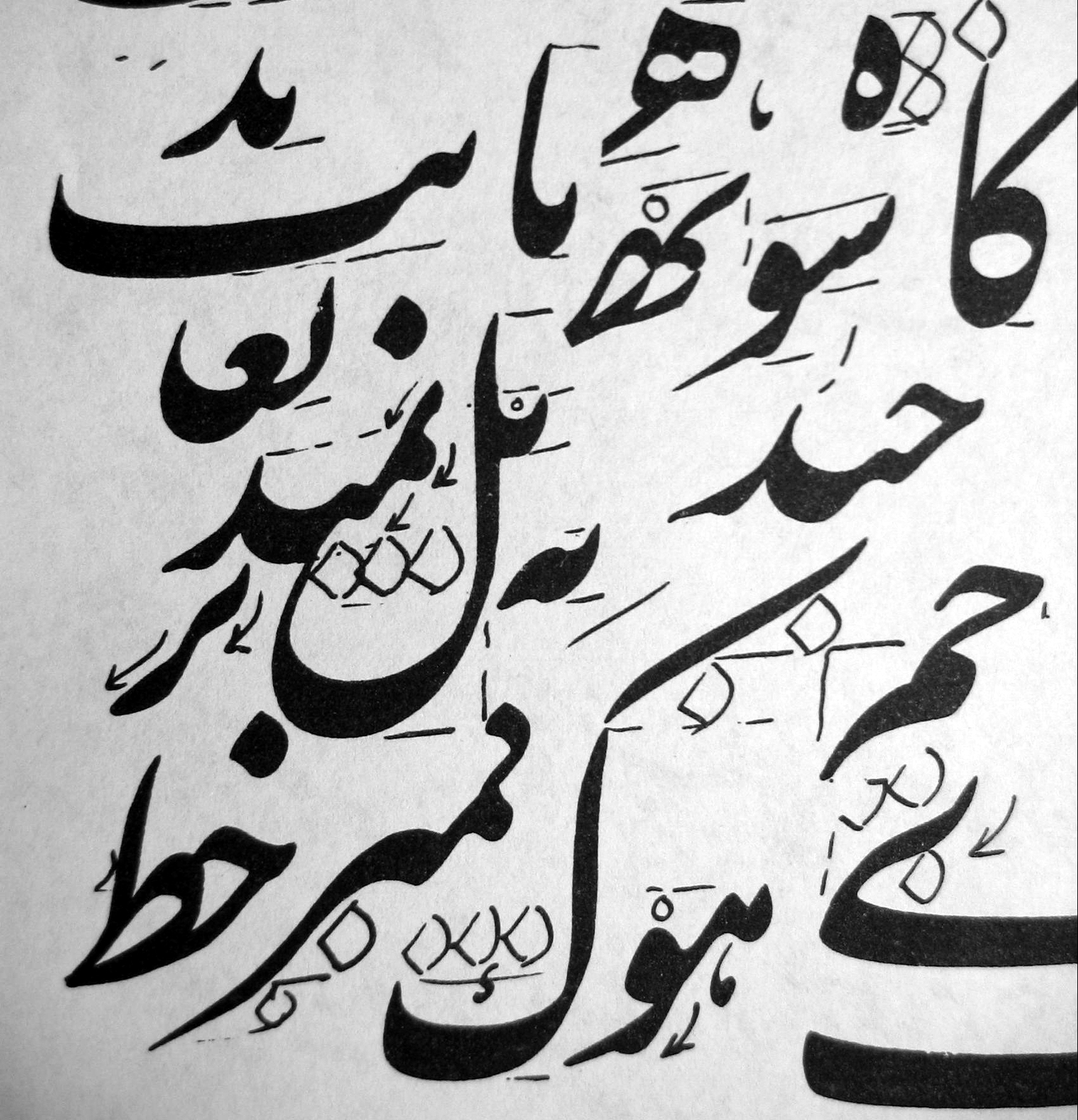
波斯体Nastaʿlīq
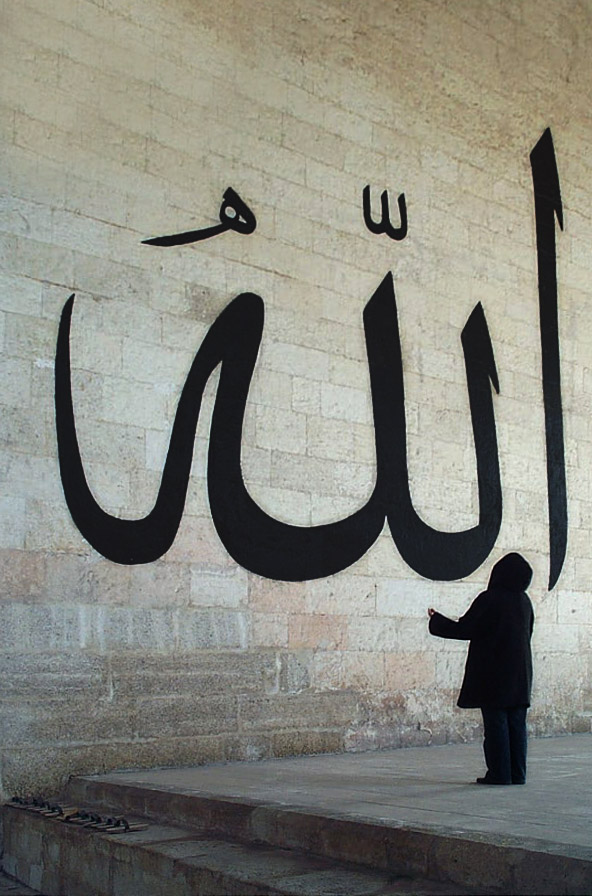
一位女士正在观赏土耳其埃迪尔内老清真寺上的安拉字样
库菲体，呈清真寺形的清真言

### 引用
1. 1 2 3 4  . 看中国. 2009-12-07  [2010年7月8日]. （原始内容存档于2019-06-10） （中文（简体））.
2. ↑  Blair, Sheila S.; Bloom, Jonathan M.  Reprinted with corrections. New Haven: Yale University Press. 1995. ISBN 0-300-06465-9.
3. ↑  . 三亚穆斯林. 2009-03-27  [2010年7月8日]. （原始内容存档于2015年6月1日） （中文（简体））.
4. ↑  . 宁夏经济信息网. 2008-01-15  [2010-07-13] （中文（简体））.[永久]
5. 1 2  . 伊斯蘭之光. 2009-05-09  [2010年7月13日]. （原始内容存档于2019-06-05） （中文（简体））.
6. ↑  William Montgomery Watt in The Cambridge History of Islam, p.32 *Richard Bell, William Montgomery Watt, Introduction to the Qur'an, p.51
7. ↑  . 中阿文化交流网.   [2010年7月13日]. （原始内容存档于2019年5月11日） （中文（简体））.
8. ↑  马利章. 阿拉伯书法艺术刍议[J]. 世界文化, 2003, (05) .
9. 1 2  李文彦.  浅谈阿拉伯书法艺术[J]. 阿拉伯世界. 1989(01)
10. ↑  Arabic Script: Styles, Variants, and Calligraphic Adaptations，Gabriel Mandel Khan著，Abbeville Press 2001年英文第一版
11. ↑  . 纵横周刊. 2007-10-15  [2010年7月13日]. （原始内容存档于2008年12月2日） （中文（简体））.
12. ↑  陈进惠.  近现代阿拉伯书法的开拓先锋[J]. 中国穆斯林. 2007(05)
13. ↑  . 贵州省宗教事务局. 2009-08-20  [2010年7月26日] （中文（简体））.[永久]
14. 1 2  . 中国网. 2003年3月24日  [2010年7月13日]. （原始内容存档于2016年3月5日） （中文（简体））.
15. ↑  . 穆斯林在线. 2010-04-07  [2010年7月7日] （中文（简体））.[永久]
16. ↑  袁义芬. 阿拉伯书法艺术[J]. 阿拉伯世界, 1989, (03) .
17. ↑  . 回答伊斯兰.   [2010年7月8日]. （原始内容存档于2011年1月4日） （中文（简体））.
18. ↑  . 中国清真寺联盟. 2008-12-28  [2010年7月8日] （中文（简体））.[永久]
19. ↑  . The Library of Congress.   [2010年7月13日]. （原始内容存档于2013年12月3日） （英语）.
20. ↑  . 世界数字图书馆.   [2010年7月13日]. （原始内容存档于2015年10月20日） （中文（简体））.
21. ↑  Necipoğlu, Gülru.  (PDF). Necipoğlu, Gülru; Bailey, Julia  (编). . Volume 25. Leiden: Brill. 2008: 17–105  [2017-05-04]. ISBN 978-900417327-9. （原始内容 (PDF)存档于2016-03-04）. pp.46
22. ↑  . 古兰经书法 CalligraphyQalam.   [2010年7月15日]. （原始内容存档于2016年12月7日） （英语）.
23. ↑  . 大众历史.   [2010年7月13日]. （原始内容存档于2013年12月24日） （中文（简体））.
24. ↑  Heinz Halm. . C.H.Beck. 2014-01-21. ISBN 978-3406661631 （德语）. Google Books Link （页面存档备份，存于）
25. ↑  . EnvatoTuts. 2014-11-10  [2017年5月4日]. （原始内容存档于2020-11-12） （英语）.
26. ↑  剑桥伊斯兰教历史，剑桥大学出版社，1977年 The Cambridge History of Islam, By P. M. Holt,  et al. , Cambridge University Press, 1977, ISBN 0-521-29138-0, p. 723.
27. 1 2 3 4 5  . 赛俩目网. 2005-12-02  [2010年7月13日]. （原始内容存档于2013年4月24日） （中文（简体））.
28. ↑  . 宁夏新闻网. 2008-01-28  [2010年7月13日]. （原始内容存档于2011-08-29） （中文（简体））.
29. ↑  . 公视新闻网. 2006-02-17  [2010年7月13日] （中文（繁體））.[]
30. ↑  . 新华网新疆频道. 2010-07-03  [2010年7月13日]. （原始内容存档于2013年1月5日） （中文（简体））.
31. ↑  . 中国美术家. 2004-12-05  [2010年7月13日]. （原始内容存档于2012年7月18日） （中文（简体））.
32. ↑  . 中国民族宗教网. 2010-01-12  [2010年7月8日]. （原始内容存档于2016年3月4日） （中文（简体））.
33. ↑  . 伊斯蘭之光. 2008年7月13日  [2010年7月13日]. （原始内容存档于2016年3月4日） （中文（繁體））.
34. ↑  . 中国社会科网. 2011-03-08  [2017-05-04]. （原始内容存档于2021-07-15） （中文（简体））.
35. ↑  . 中国穆斯林服务网. 2009-06-08  [2010年7月13日] （中文（简体））.[永久]
36. ↑  . 全刊杂志赏析网，左力光.   [2010年7月13日]. （原始内容存档于2019年6月13日） （中文（简体））.
37. ↑  郭西萌. . 石家庄: 河北教育出版社. 2003-12 （中文（中国大陆））.
38. ↑  . 深圳新闻网. 2003年5月6日  [2010-08-10]. （原始内容存档于2015-06-01） （中文（简体））.
39. ↑  陈进惠. 中世纪阿拉伯文书法家的丰功伟绩[J]回族研究，2008，
19（3）

### 书籍
- Wolfgang Kosack: Islamische Schriftkunst des Kufischen. Geometrisches Kufi in 593 Schriftbeispielen. Deutsch – Kufi – Arabisch. Christoph Brunner, Basel 2014, ISBN 978-3-906206-10-3.